# Вороніна Тетяна
Тетяна Вороніна (20 жовтня 1977) — українська волейболістка, догравальник. Гравець національної збірної України.

## Із біографії
У складі національної команди виступала на двох чемпіонатах Європи (1995, 2001).
Донька Віра Бондаренко — італійська волейболістка.
2017 року разом з Марією Александровою, Оленою Сидоренко, Оленою Гасухою, Іриною Жуковою, Оленою Козиряцькою та ін. виступала за команду ветеранів «Прометей» (Кам'янське).

## Клуби
| Роки      | Команди                           |
| --------- | --------------------------------- |
| 1995—2000 | «Хімволокно-Круг» (Черкаси)       |
| 2000—2003 | «Скра» (Варшава)                  |
| 2003—2004 | «Фоппапедретті» (Бергамо)         |
| 2004—2005 | «Форлі»                           |
| 2005—2006 | «Емлак ТОКІ» (Анкара)             |
| 2006—2007 | «Лінес Екокапітаната» (Альтамура) |
| 2007—2008 | «Панатінаїкос» (Афіни)            |
| 2007—2008 | «П'яченца»                        |
| 2008—2009 | «Академія» (Беневенто)            |
| 2009—2010 | «Понтеканьяно-Фаяно»              |
| 2010—2011 | «Лорето»                          |

## Досягнення
- Чемпіон України (2): 1998[ru], 2000[ru]
- Володар кубка України (4): 1997, 1998, 1999, 2000
- Чемпіон Італії[ru] (1): 2004[it]
- Володар кубка ЄКВ (1): 2004
- Чемпіон Греції[fr] (1): 2008
- Володар кубка Греції[fr] (1): 2008